# (16700) Seiwa
(16700) Seiwa est un astéroïde de la ceinture principale.

## Description
(16700) Seiwa est un astéroïde de la ceinture principale. Il fut découvert le 22 février 1995 à Ōizumi par Takao Kobayashi. Il présente une orbite caractérisée par un demi-grand axe de 2,27 UA, une excentricité de 0,07 et une inclinaison de 3,8° par rapport à l'écliptique.

## Compléments